# Nick Holmes
Nicholas John Arthur Holmes, detto Nick (7 gennaio 1971), è un cantante e musicista britannico.

## Carriera
Nel 1988 fonda assieme al assieme al chitarrista Gregor Mackintosh i Paradise Lost, i due, entrambi appassionati di heavy metal ed innamorati delle sonorità di gruppi gothic rock come Bauhaus e The Mission, saranno anche i principali compositori di tutti gli album della band.
Nel 1998 ha collaborato con Liv Kristine nell'album Deus ex Machina.
Nel 2014 sostituisce Mikael Åkerfeldt come cantante dei Bloodbath, incidendo l'album Grand Morbid Funeral e tutti i successivi.
Nel 2023 assieme a Gregor Mackintosh pubblica l'album IX sotto il monicker Host, riprendendo le sonorità elettroniche dell'omonimo album pubblicato nel 1999 con i Paradise Lost.

## Discografia

### Con i Paradise Lost
- 1990 – Lost Paradise
- 1991 – Gothic
- 1992 – Shades of God
- 1993 – Icon
- 1995 – Draconian Times
- 1997 – One Second
- 1999 – Host
- 2001 – Believe in Nothing
- 2002 – Symbol of Life
- 2005 – Paradise Lost
- 2007 – In Requiem
- 2009 – Faith Divides Us - Death Unites Us
- 2012 – Tragic Idol
- 2015 – The Plague Within
- 2017 – Medusa
- 2020 – Obsidian

### Con i Bloodbath
- 2014 – Grand Morbid Funeral
- 2018 – The Arrow of Satan Is Drawn
- 2022 – Survival of the Sickest

### Con gli Host
- 2023 - IX